# Messenger Plus! Live
Messenger Plus! Live (conhecido mais formalmente como Messenger Plus!, ou referido erroneamente como MSN Plus) é um add-on gratuito para o Windows Live Messenger criado pelo canadense Cyril Paciullo (apelidado de Patchou) e lançado em 2001.

## Programa
O Messenger Plus! adiciona várias funções ao MSN/Windows Live Messenger. Exemplo: poligamia (entrar com mais de uma conta), cores e edição nas letras do nick e subnick entre outros. A última versão lançada em Agosto de 2011, é compatível com o Windows Live Messenger 2011 (v15.4.3538.513) e traz no seu instalador uma barra de ferramentas opcional do próprio Messenger Plus! Live.

### Melhorias no Messenger Plus! Live
- v5.03.0.716;
  - (Corrigido): Aborda um problema de compatibilidade com placas NVIDIA. O Messenger Plus! agora funciona sem problemas para usuários que possuem placas e drivers NVIDIA.[1]